# Convent Marfo-Marïinski
El convent Marfo-Marïinski, o convent de Santa Marta i Santa Maria (en rus, Марфо-Мариинская обитель), és un claustre ortodox femení a Moscou.

## Història

### Creació

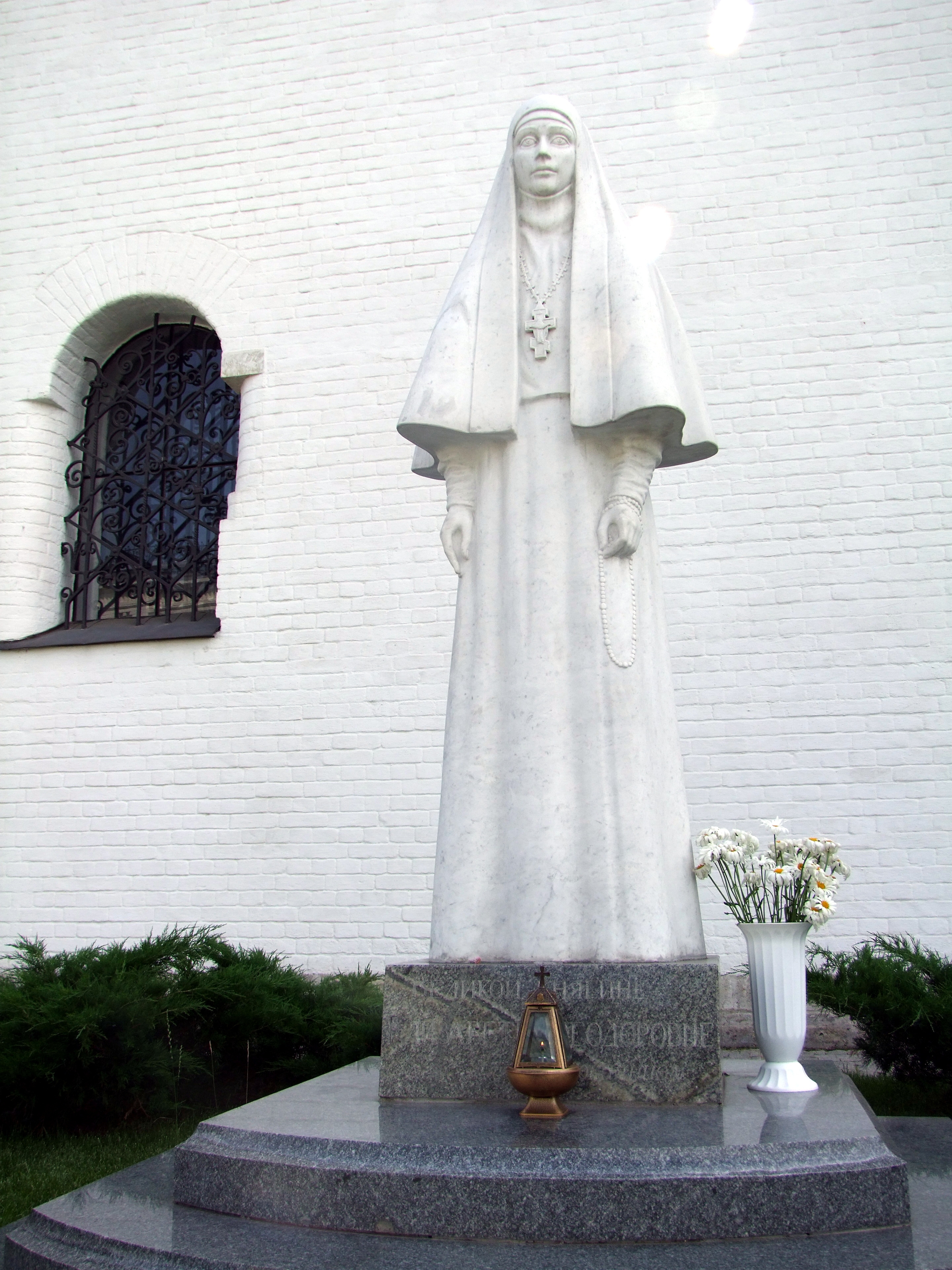
Escultura de Viatxeslav Klíkov

El convent va ser fundat en 1908 per la gran duquessa Elisabet Fiódorovna, germana d'Aleksandra Fiódorovna, l'última tsarina de Rússia (totes dues són considerades com a part dels Nous Màrtirs russos). Al convent s'assistia als malalts, ferits i soldats lesionats fins a la seva recuperació, també proveïen les necessitats dels pobres i orfes.
La Gran Duquessa Elisabet va ser la vídua del gran duc Sergi Aleksàndrovitx de Rússia, el qual va ser assassinat en un atemptat terrorista el 1905. Després de la mort del seu espòs, ella va donar la seva magnífica col·lecció de joies, inclosa la seva aliança i va vendre la resta de les seves possessions. Amb els beneficis va obrir el convent de Marta de Santa Marta i Santa Maria i es va convertir en la seva abadessa. El seu propòsit era crear una comunitat religiosa, integrada per dones provinents de totes les classes socials, que pretenia conjuminar les ensenyances de Santa Marta de Betània i Santa Maria de Betània, totes dues dedicades a l'oració, així com al servei de les necessitats dels pobres. Va adquirir un solar a Moscou i va construir un hospital, un orfenat per a nenes, i una seu per a les monges. Treballant en col·laboració amb les autoritats de l'Església Ortodoxa va desenvolupar el monacat i l'hàbit monàstic -el qual es diferenciava força del tradicional hàbit de les monges- que s'utilitzava al convent. Al seu punt culminant el convent va comptar amb 97 germanes i servia 300 menjars diaris als pobres.
Entre 1908 i 1912, Aleksei Sxússev va construir l'Església de Santa Marta i Santa Maria i la Catedral de Protecció de la Mare de Déu, ambdues estructures en estil modernista amb influència del tipus arquitectònic medieval de Nóvgorod. La catedral, d'un blanc impol·lut, està adornada amb creus esculpides per Serguei Koniónkov. L'interior conté frescos i mosaics de Mikhaïl Nésterov, i Pàvel Korin.

### Dissolució i restauració
Tots dos centres de culte i el convent es van tancar per les autoritats comunistes el 1926 i les monges van ser dispersades.
El 1990 un monument de l'escultor Viatxeslav Klíkov va ser erigit en els jardins del convent dedicat a la Gran Duquessa Elisabet, que va ser canonitzada per l'Església Ortodoxa. El 1992, la celebració del Servei Diví es va portar a terme a l'església de les Santes Marta i Maria, i el 1994 es va restablir la comunitat religiosa.
El 1999 es va fundar el centre d'educació de Santa Marta i Santa Maria, amb les benediccions del Patriarca Aleix II de Moscou i de tota Rússia, amb el propòsit de formar joves ortodoxes perquè es converteixin en infermeres titulades.
La princesa Alícia de Battenberg va fundar una infermeria de monges ortodoxes gregues, la "Comunitat Religiosa de Marta i Maria", va prendre com a model el convent de Santa Marta i Santa Maria fundat per la seva tia a Rússia. Tanmateix, l'ordre es va haver de dissoldre a conseqüència de la manca de vocacions.